# Посольства Жолбарыс-султана
Посольства Жолбарыс-султана — делегации во главе с Жолбарыс-султаном, направленные в Россию и Китай Абылай-ханом. Жолбарыс-султан играл важную роль во внутренней и внешней политике Казахского ханства. Вместе с Абылай-ханом был в плену (1742—1743) у Галдан-Цэрэна. В дальнейшем его доверенное лицо. Осенью 1743 года Жолбарыс-султан с делегацией в составе 4 человек посетил Тобылское укрепление и заключил с его администрацией договор о торговых отношениях. В 1758 году его делегация побывала на приёме у российской императрицы Елизаветы Петровны, где им была передана грамота для Абылай-хана. В 1760 году совершено официальное путешествие в Китай, где дипломатические способности Жолбарыс-султана были высоко оценены китайской стороной.